# Hydora obsoleta
Hydora obsoleta is een keversoort uit de familie beekkevers (Elmidae). De wetenschappelijke naam van de soort werd in 1885 gepubliceerd door Thomas Broun.